# Березина (Житомирская область)
Березина (укр. Березина) — село на Украине, находится в Житомирском районе Житомирской области.
Березина находится на крайнем востоке Житомирского района в 12 километрах от областного центра — города Житомира и 18 км от Коростышева. Через территорию Березины проходит трасса международного значения «Киев-Чоп». Находится в составе Глыбочицкой ОТГ.
Через село протекает малая река Лонка, а на окраинах протекают реки Тетерев, Холодна, и Руда. Также есть ряд озер искусственного происхождения.
На южных окраинах села в середине XIX века была основана польская хозяйственная колония, которая называлась «Jemilin» (Емилино), что было запечатлено на трьохверстовий карте 1867. Позже колонию переименовали в «Корчунок-Левковский». По состоянию на 1881 в колонии насчитывалось 18 дворов и 87 жителей.
С начала XX века вокруг колонии этническими украинцами начали обустраиваться хуторские хозяйства (преимущественно с Левкова, Гадзынки и Франовки (ныне — часть Гадзынка). Ряд хуторов, в том числе и колония Корчунок принадлежали к Левковской волости.
Код КОАТУУ — 1822082002. Население по переписи 2001 года составляет 509 человек. Согласно переписи 97,45 % респондентов указали родным языком украинский, 2,36 % — русский и 0,20 % — польский.
Почтовый индекс — 12404. Телефонный код — 412. Занимает площадь 1,15 км².

## Адрес местного совета
12403, Житомирская область, Житомирский р-н, с. Глубочица, ул. М.Грушевского, 4